# 佳冬鄉
22°25′09″N 120°33′09″E / 22.419235°N 120.552522°E
佳冬鄉（臺灣客家語南四縣腔：gaˊ dungˊ hiongˊ），舊稱「茄苳腳」，位於臺灣屏東縣西部中段沿海，東及東南鄰枋寮鄉，東北連新埤鄉，西北連林邊鄉，西南濱台灣海峽。
本鄉地處屏東平原南部，地勢平坦，有林邊溪自本鄉與林邊鄉交界流經，氣候上則屬熱帶季風氣候。
居民以客家人居多（約佔53%左右）、閩南人次之。產業以農業及漁業為主，但因嚴重的超抽地下水，使得本鄉成為臺灣西部沿海地層下陷最為嚴重的地區之一。

## 歷史

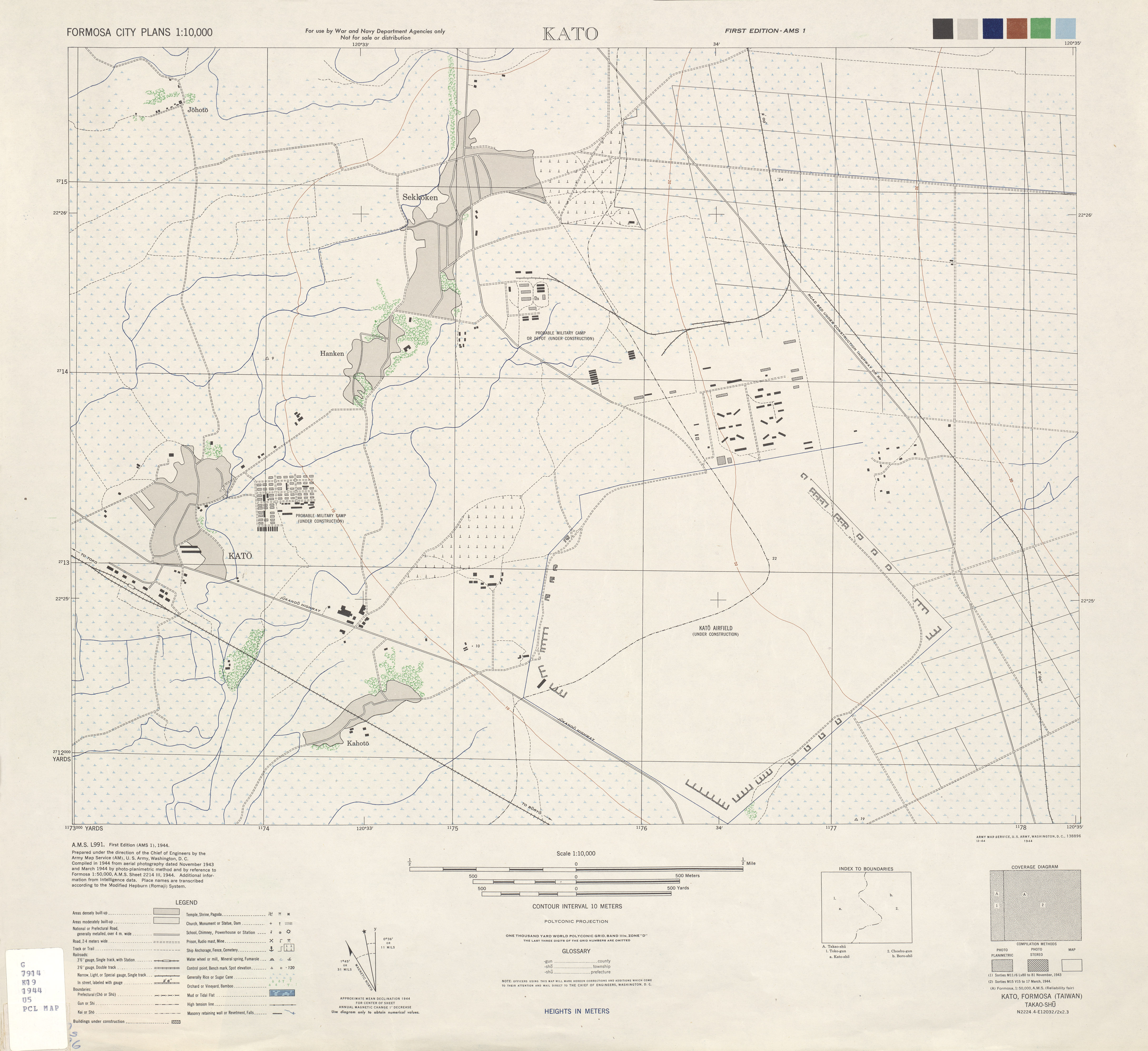
1944年美軍繪製的佳冬地圖

佳冬鄉原為平埔原住民馬卡道族茄藤社的故地，舊名「六根」、「茄苳腳」。關於「茄苳腳」的地名由來說法有二：一是說因此地有茄苳樹，加上地處屏東平原客家聚落的南邊，故被稱為「茄苳腳」；二是認為其來自平埔族語。
清朝時此地為鳳山縣六根庄。1920年台灣地方改制，以臺語茄苳（katang）與日語「佳冬」發音相近，易名為「佳冬」，設置「佳冬」，劃歸高雄州東港郡管轄。
1930年時，佳冬庄有人口1萬左右，其中有近7千人是屬廣東系。
戰後初期劃設為高雄縣佳冬鄉，1950年改隸屏東縣至今。佳冬鄉屬於高屏地區客家六堆之左堆。
電視劇《我的自由年代》第一集開場，主要是在佳冬鄉拍攝，特別是蕭家古厝、佳冬老街上、西柵門、六堆詩人漫步詩路等景。

## 人口
根據屏東縣枋寮戶政事務所統計，2024年底佳冬鄉戶數約7千戶，人口約1.8萬人，鄉內人口最多與最少的村分別是塭豐村與豐隆村，2024年底兩村人口分別為2,549人與692人。

## 政治

### 歷任鄉長
| 任次 | 姓名   | 黨籍       | 備註 |
| ---- | ------ | ---------- | ---- |
| 1    | 楊關生 |            |      |
| 2    | 楊關生 |            |      |
| 3    | 楊關生 |            |      |
| 4    | 蕭福應 |            |      |
| 5    | 戴成增 |            |      |
| 6    | 蕭福應 |            |      |
| 7    | 謝輝郎 |            |      |
| 8    | 李正光 |            |      |
| 9    | 李正光 |            |      |
| 10   | 林光明 |            |      |
| 11   | 林光明 |            |      |
| 12   | 陳啟炳 | 中國國民黨 |      |
| 13   | 陳啟炳 | 中國國民黨 |      |
| 14   | 賴憲和 | 中國國民黨 |      |
| 15   | 賴憲和 | 中國國民黨 |      |
| 16   | 賴清華 | 民主進步黨 |      |
| 17   | 龔日光 | 無黨籍     |      |
| 18   | 龔日光 | 無黨籍     |      |
| 19   | 賴文一 | 無黨籍     | 現任 |

### 鄉政組織

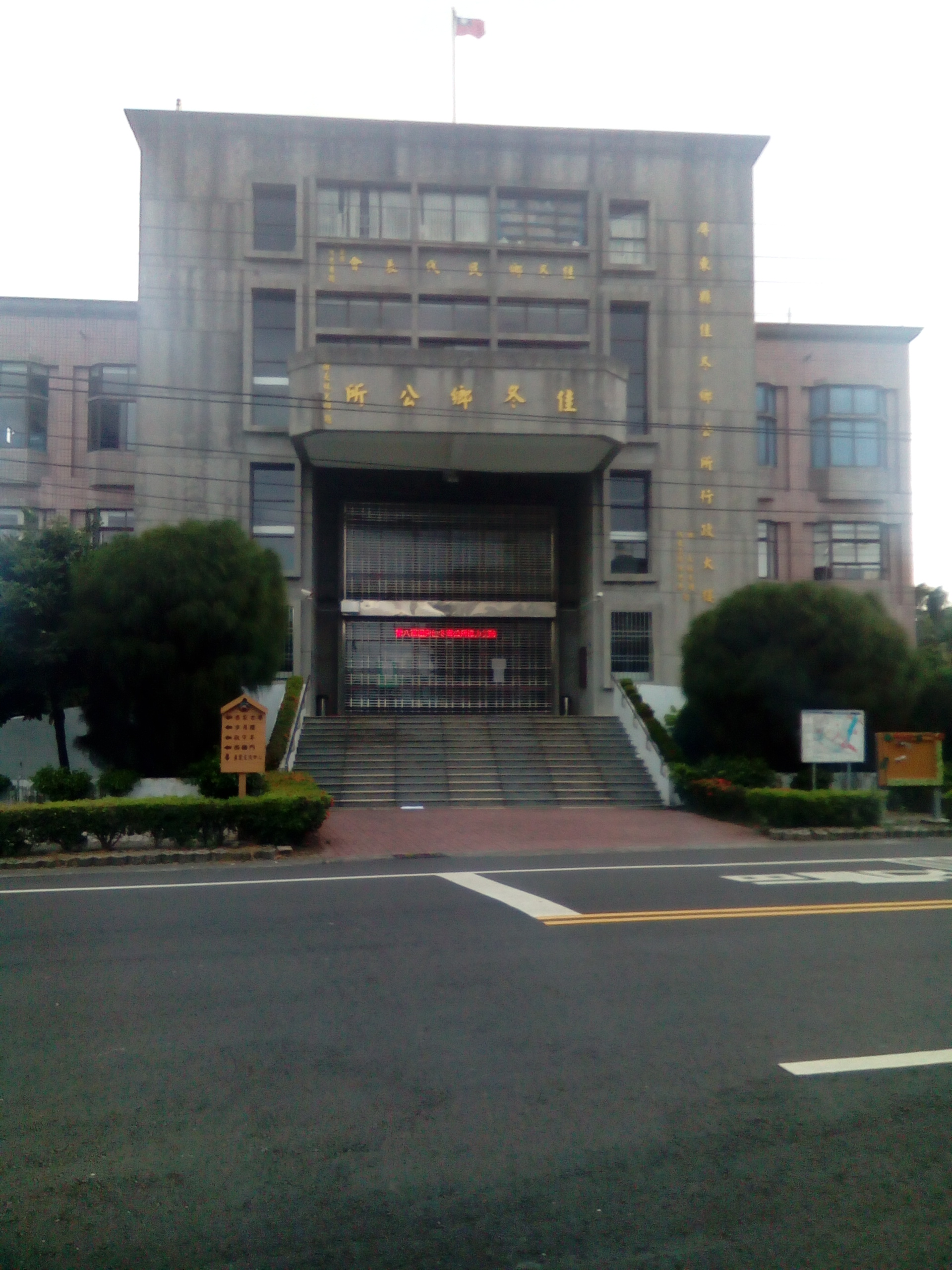
佳冬鄉公所

佳冬鄉公所是佳冬鄉最高層級的地方行政機關，在中華民國政府架構中為鄉自治的行政機關，同時負責執行縣政府及中央機關委辦事項。佳冬鄉的自治監督機關為屏東縣政府。鄉長由全體鄉民直接選舉產生，任期為四年，可連選連任一次。佳冬鄉公所並置鄉政會議，為鄉政最高決策機構，在鄉長之下，設有5課3室等8個內部單位及4個附屬機關。
佳冬鄉民代表會是佳冬鄉的最高民意機關，代表佳冬鄉全體鄉民立法和監察鄉政。鄉民代表由公民直選選出，任期為四年，可連選連任。佳冬鄉民代表會共有11位鄉民代表，分別為第一選區3席鄉民代表、第二選區3席鄉民代表、第三選區3席鄉民代表、第四選區2席鄉民代表，主席、副主席由11位鄉民代表互選產生。

### 行政區
現今佳冬鄉行政範圍的確立，來自於1920年，日本將臺灣十二廳改為五州二廳，設佳冬庄屬高雄州東港郡。佳冬庄轄大武丁、佳冬、武丁潭、昌隆、下埔頭、葫蘆尾、石光見、羌園、塭子等9個大字。1945年，改為「佳冬鄉」，屬高雄縣東港區。1950年，調整行政區域，佳冬鄉改隸新成立的屏東縣。佳冬鄉的行政區劃轄有佳冬村、六根村、賴家村、萬建村、昌隆村、豐隆村、玉光村、石光村、大同村、羌園村、燄溫村、塭豐村等12個村，共計211鄰。
| 佳冬鄉行政區劃                                                                                    |
| 昌 隆 村 豐 隆 村 石光村 玉 光 村 萬建村 佳冬村 六 根 村 塭 豐 村 賴家村 燄塭村 羗 園 村 大 同 村 |

## 教育

### 高級中等學校
- 國立佳冬高級農業職業學校

### 國民中學

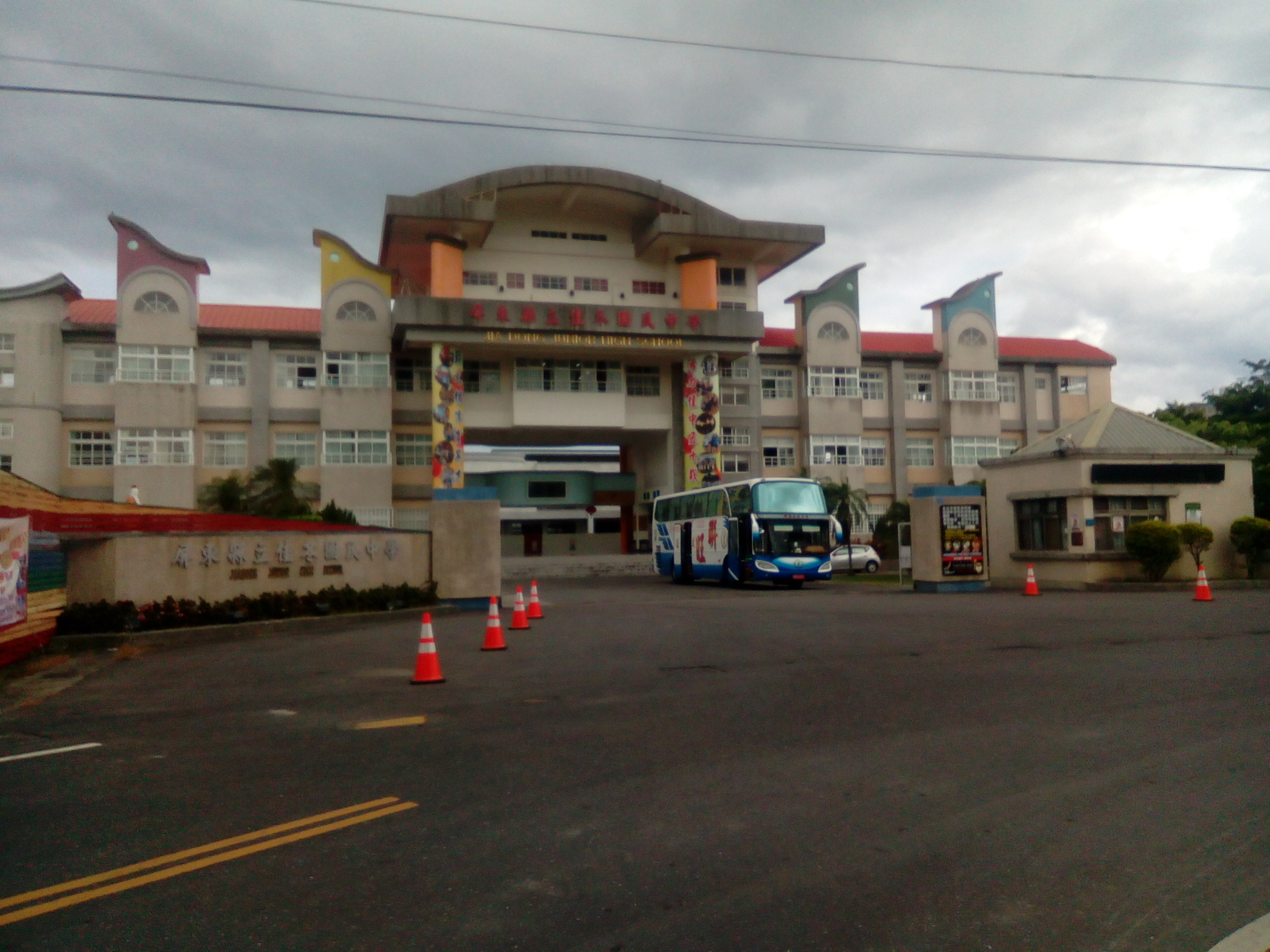
屏東縣佳冬國中

- 屏東縣立佳冬國民中學

### 國民小學

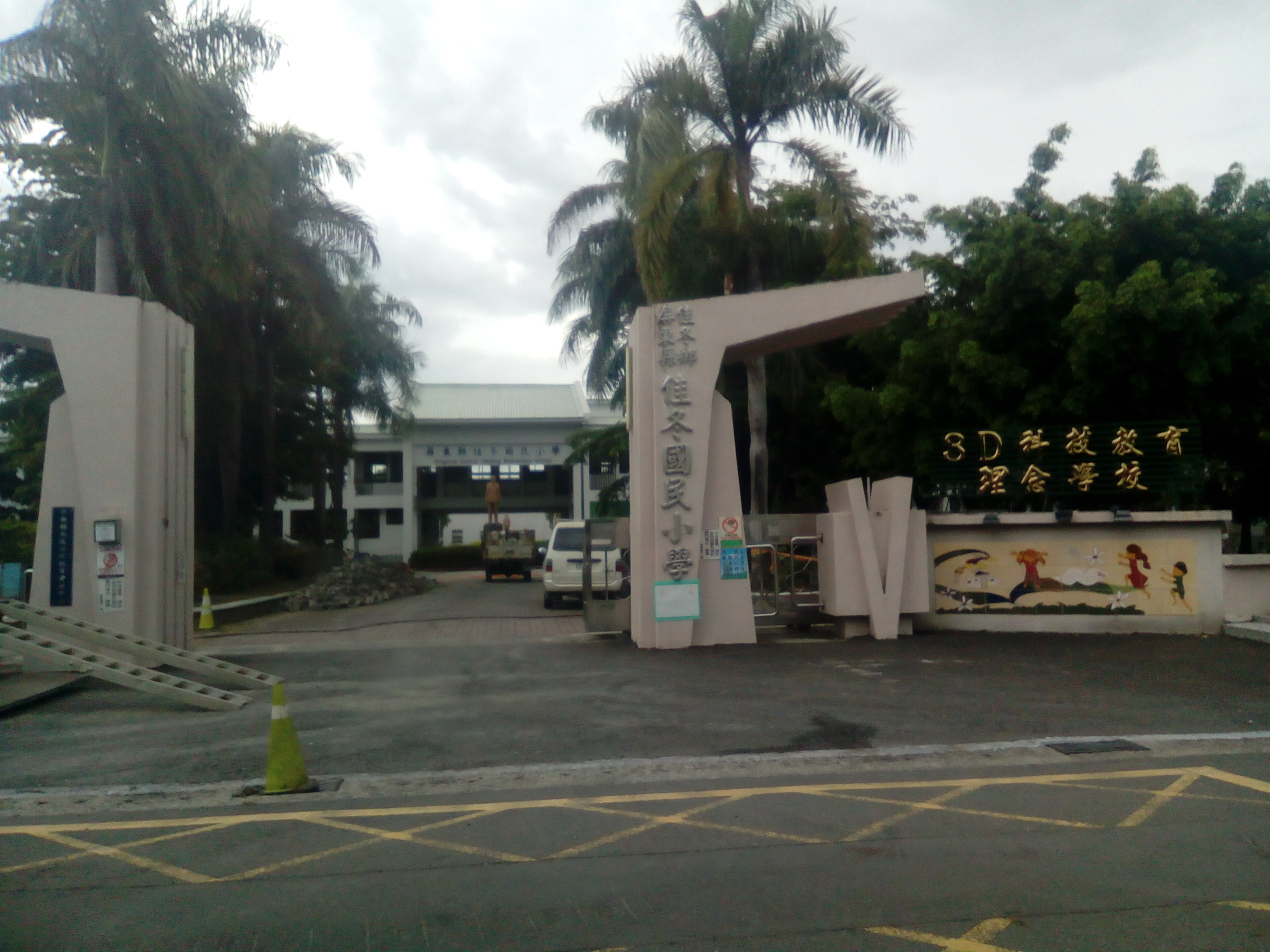
屏東縣佳冬國小

- 屏東縣佳冬鄉佳冬國民小學
- 屏東縣佳冬鄉玉光國民小學
- 屏東縣佳冬鄉昌隆國民小學
- 屏東縣佳冬鄉羌園國民小學
- 屏東縣佳冬鄉塭子國民小學

## 交通

### 鐵路
臺灣鐵路公司
- 屏東線：佳冬車站

### 公路

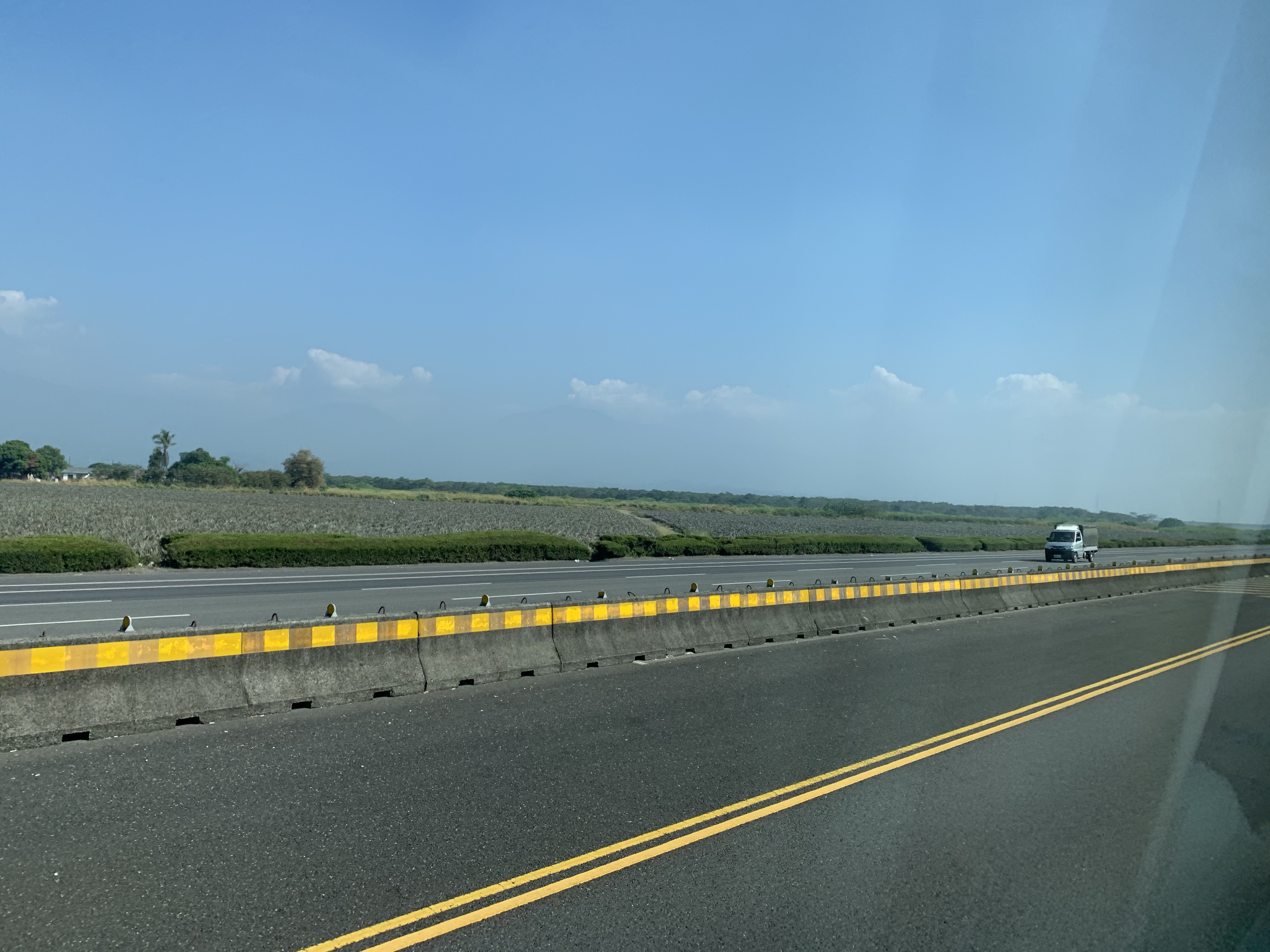
經過佳冬鄉的臺1線（佳冬戰備跑道）

省道
- 台1線（屏鵝公路）
  - 佳冬戰備跑道
- 台17線

鄉道
- 屏131線
- 屏134線
- 屏135線

## 旅遊
- 佳冬鄉農會透紅佳人夢工廠
- 佳冬蕭宅（蕭屋伙房）
- 佳冬蕭屋洋樓
- 佳冬西隘門
- 佳冬楊氏宗祠
- 佳冬張家商樓（張阿丁宅）
- 六根庄三山國王廟（創建於康熙三十六年）
- 德安池王府（創建於光緒十八年）
- 佳冬運動公園
- 佳冬早市(每天)
- 石光見夜市(周六)

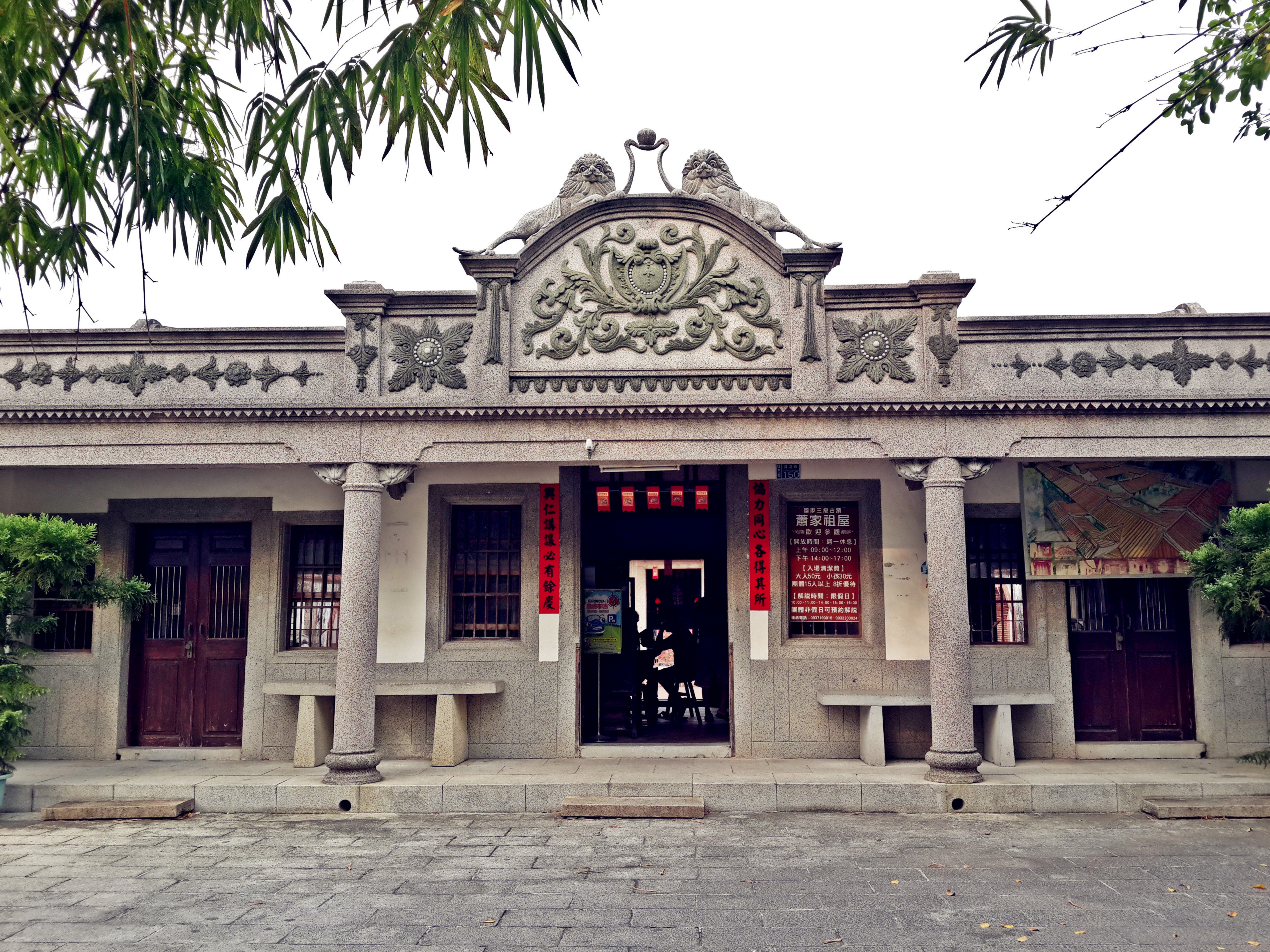
佳冬蕭宅
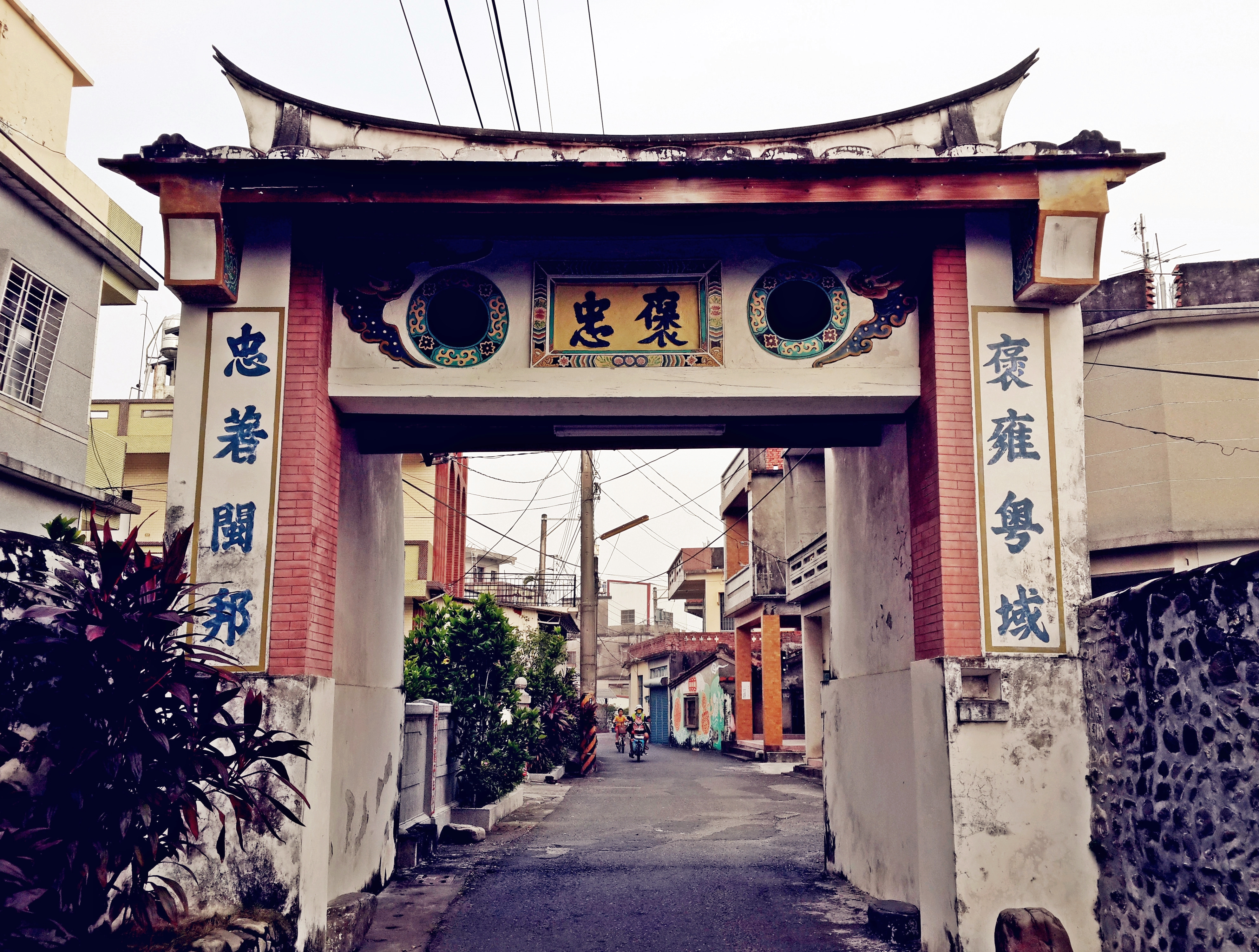
佳冬西隘門
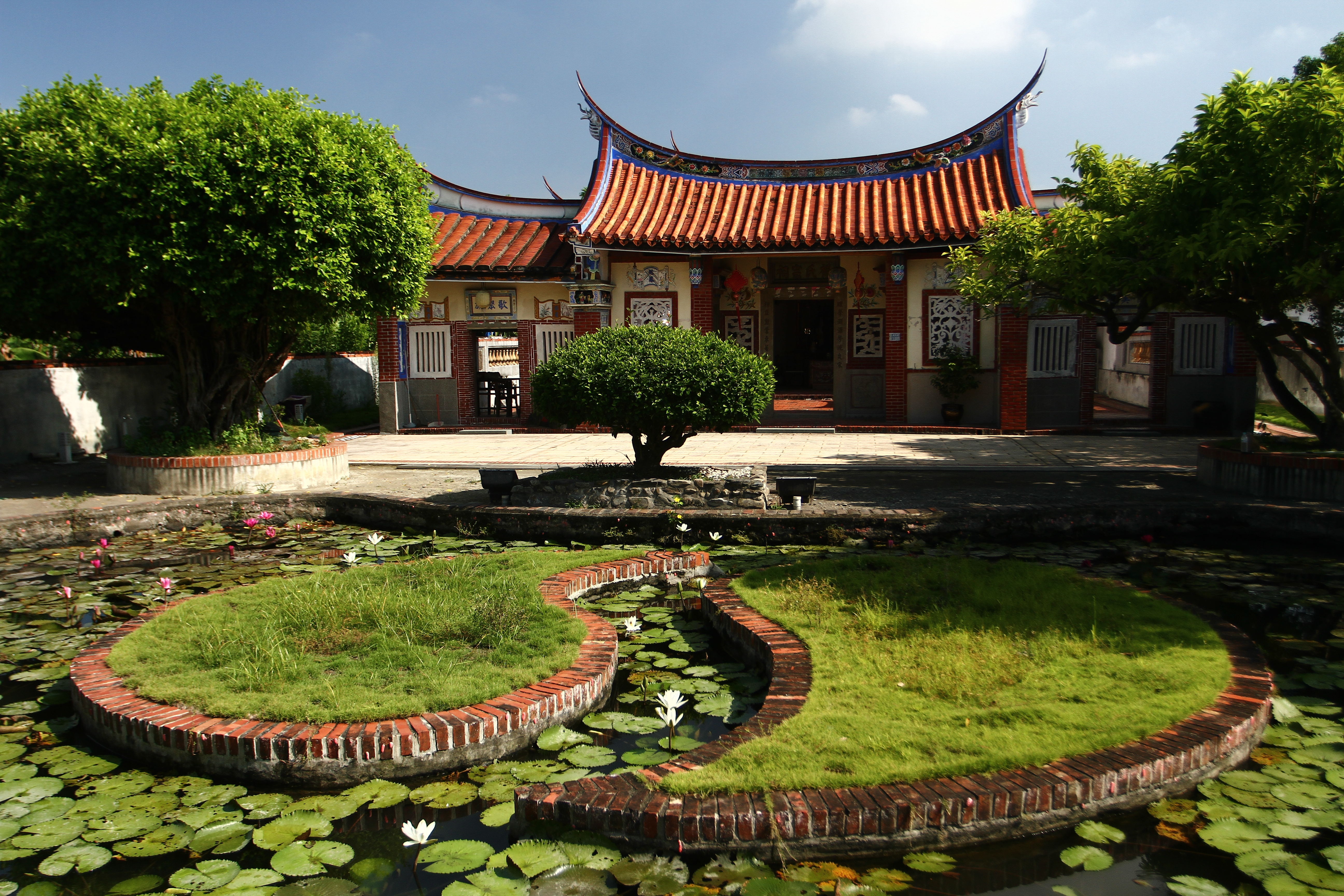
佳冬楊氏宗祠
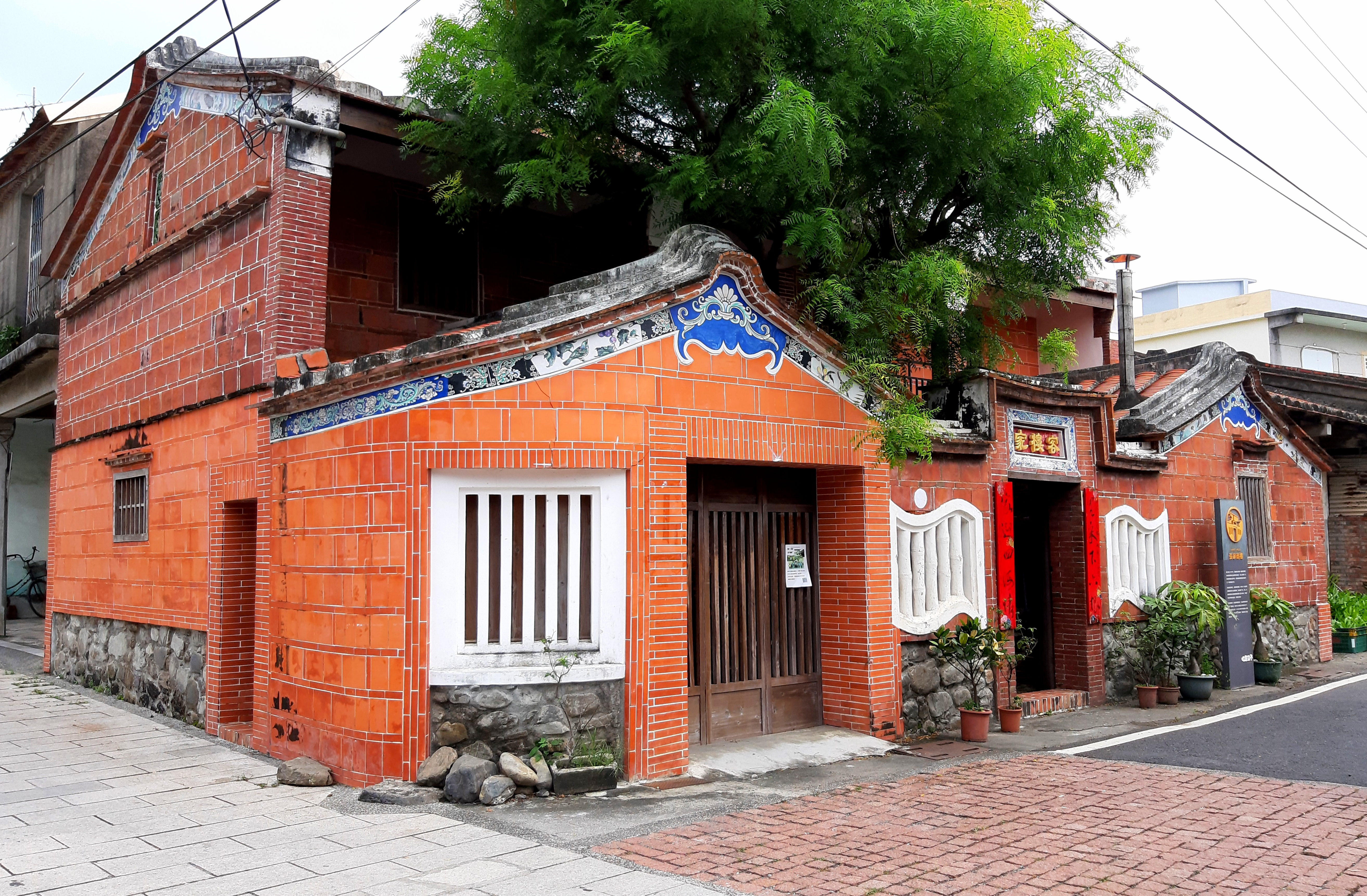
佳冬張家商樓
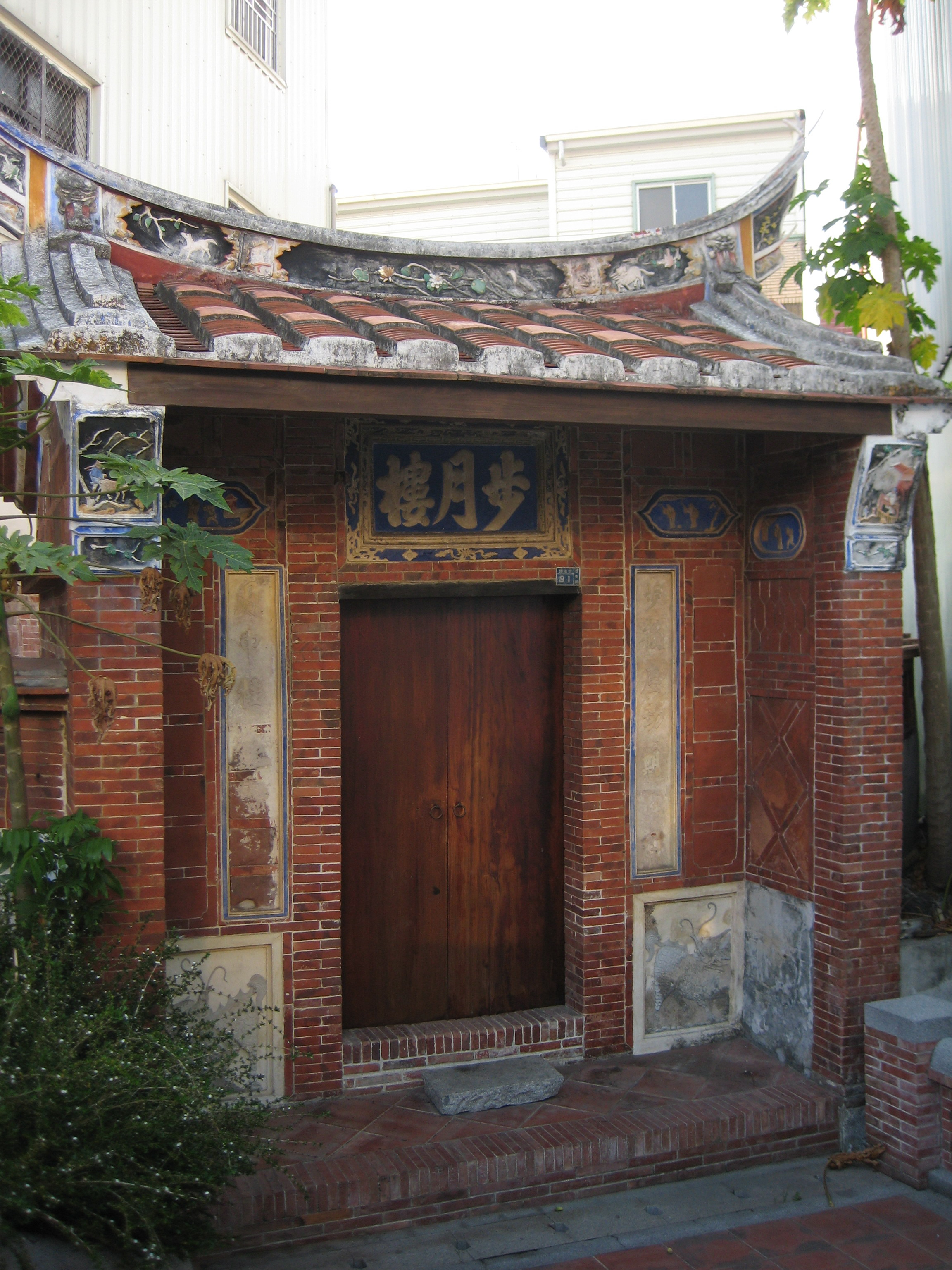
佳冬蕭宅步月樓
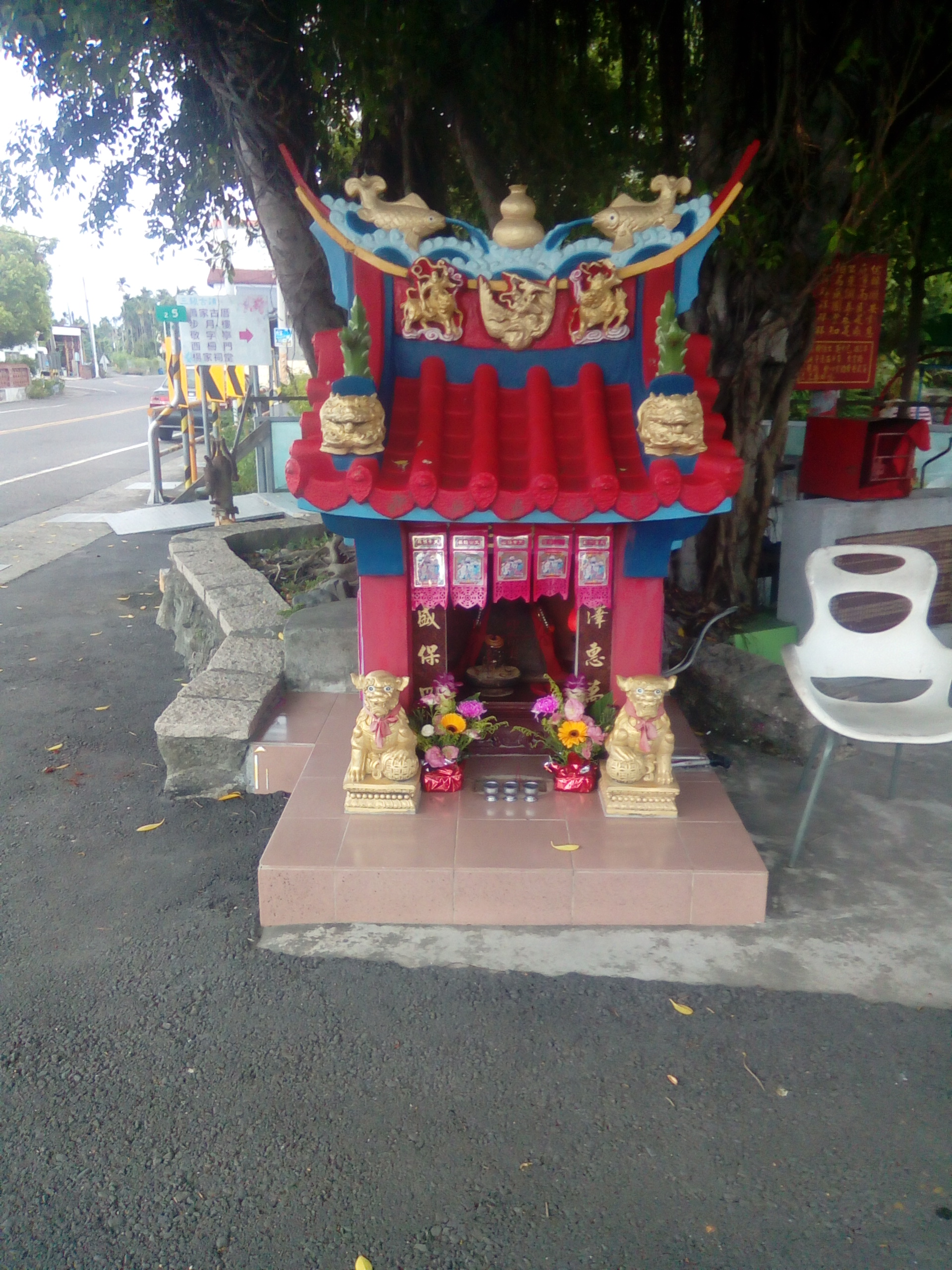
佳冬鄉下隨處可見的客家伯公小廟
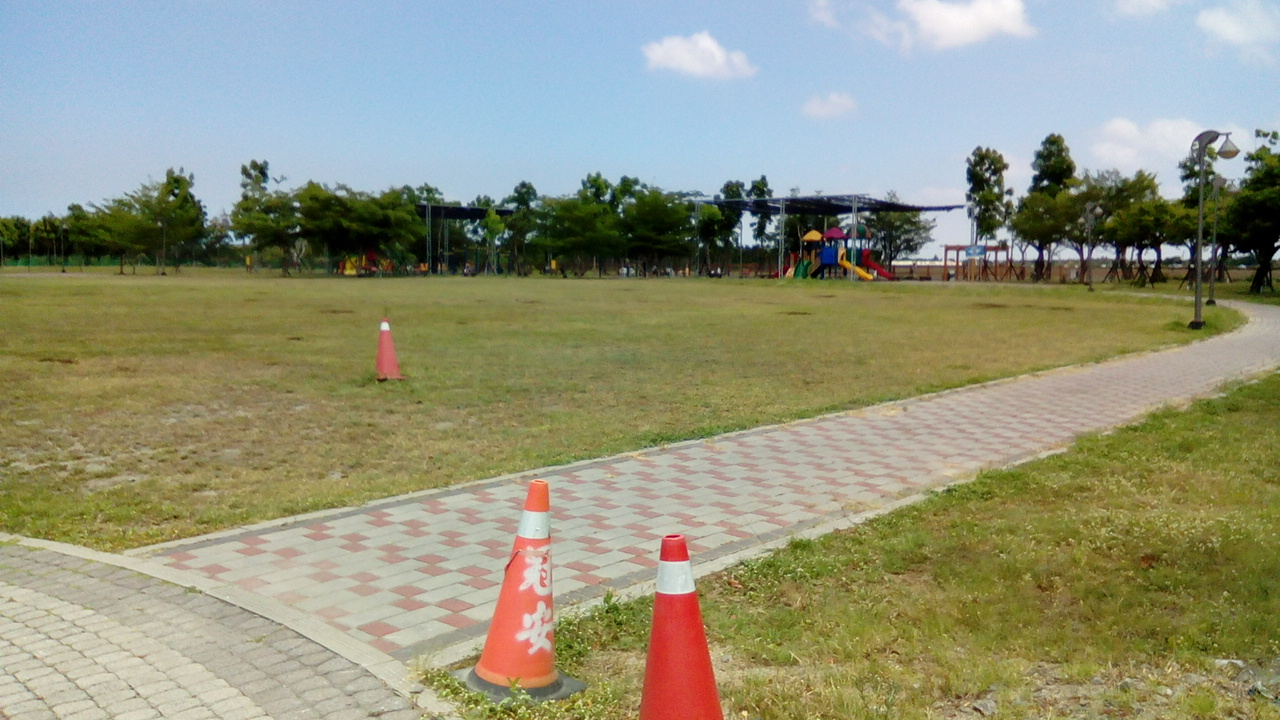
佳冬運動公園
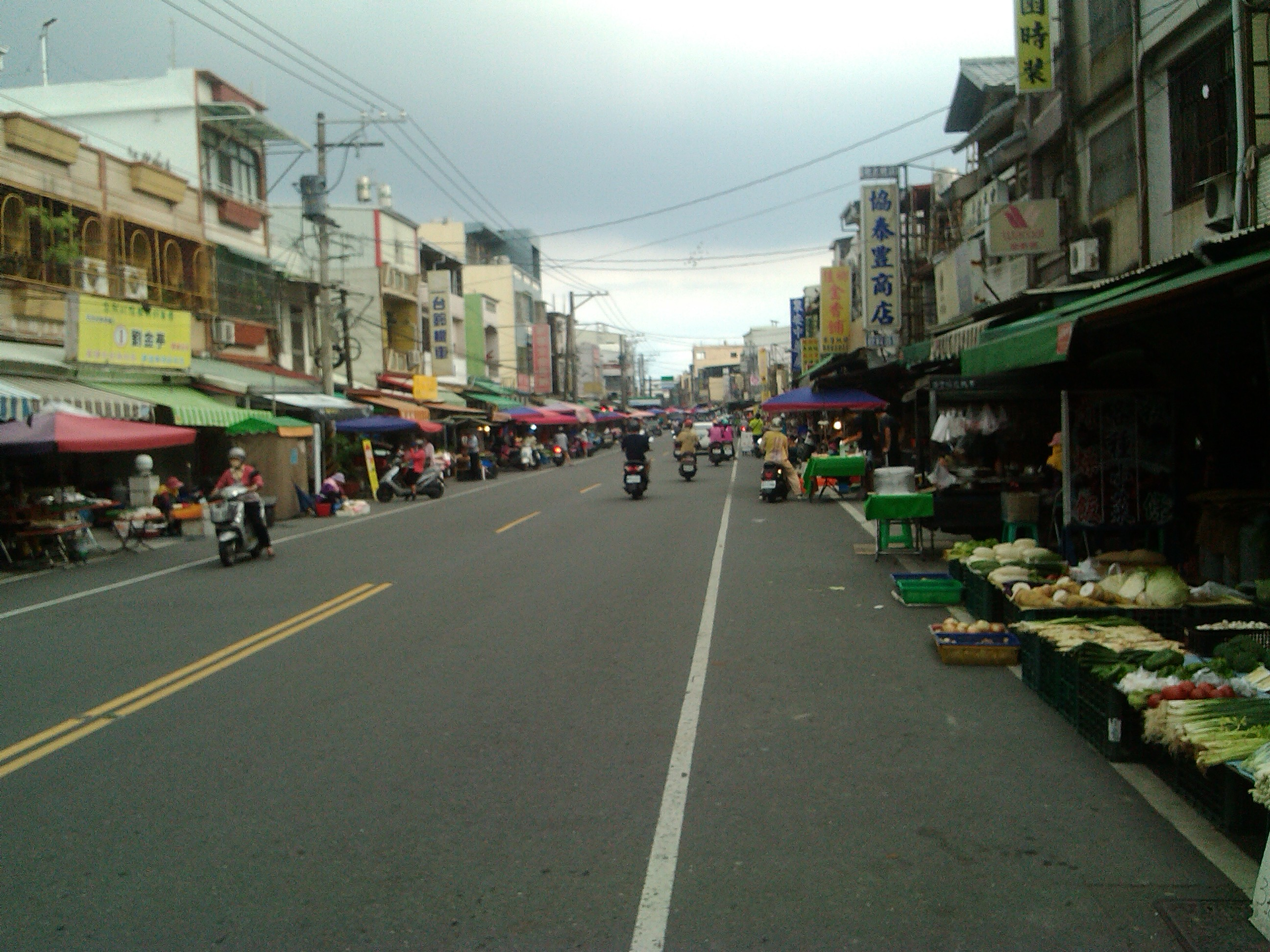
佳冬早市(石光，中山路)

## 特產
- 檳榔
- 香蕉
- 黑珍珠蓮霧
- 石斑魚
- 鰻魚
- 草蝦
- 泰國蝦
- 午仔魚

## 外部連結
- 佳冬鄉公所 （页面存档备份，存于）